# Beaulencourt British Cemetery
 (janvier 2023).
Si vous disposez d'ouvrages ou d'articles de référence ou si vous connaissez des sites web de qualité traitant du thème abordé ici, merci de compléter l'article en donnant les références utiles à sa vérifiabilité et en les liant à la section « Notes et références ».
Le Beaulencourt British Cemetery (cimetière militaire britannique de Beaulancourt) est un cimetière militaire de la Première Guerre mondiale, situé sur le territoire de la commune de Ligny-Thilloy, dans le département du Pas-de-Calais, au sud d'Arras.

## Localisation
Bien qu'il porte le nom de Beaulencourt dans son appellation, ce cimetière est situé sur le terroir de Ligny-Thilloy à 2 km à l'est du village en bordure de la route menant à Beaulencourt. Le cimetière Thilloy Road Cemetery, Beaulencourt est situé à 300 m à l'est.

## Histoire

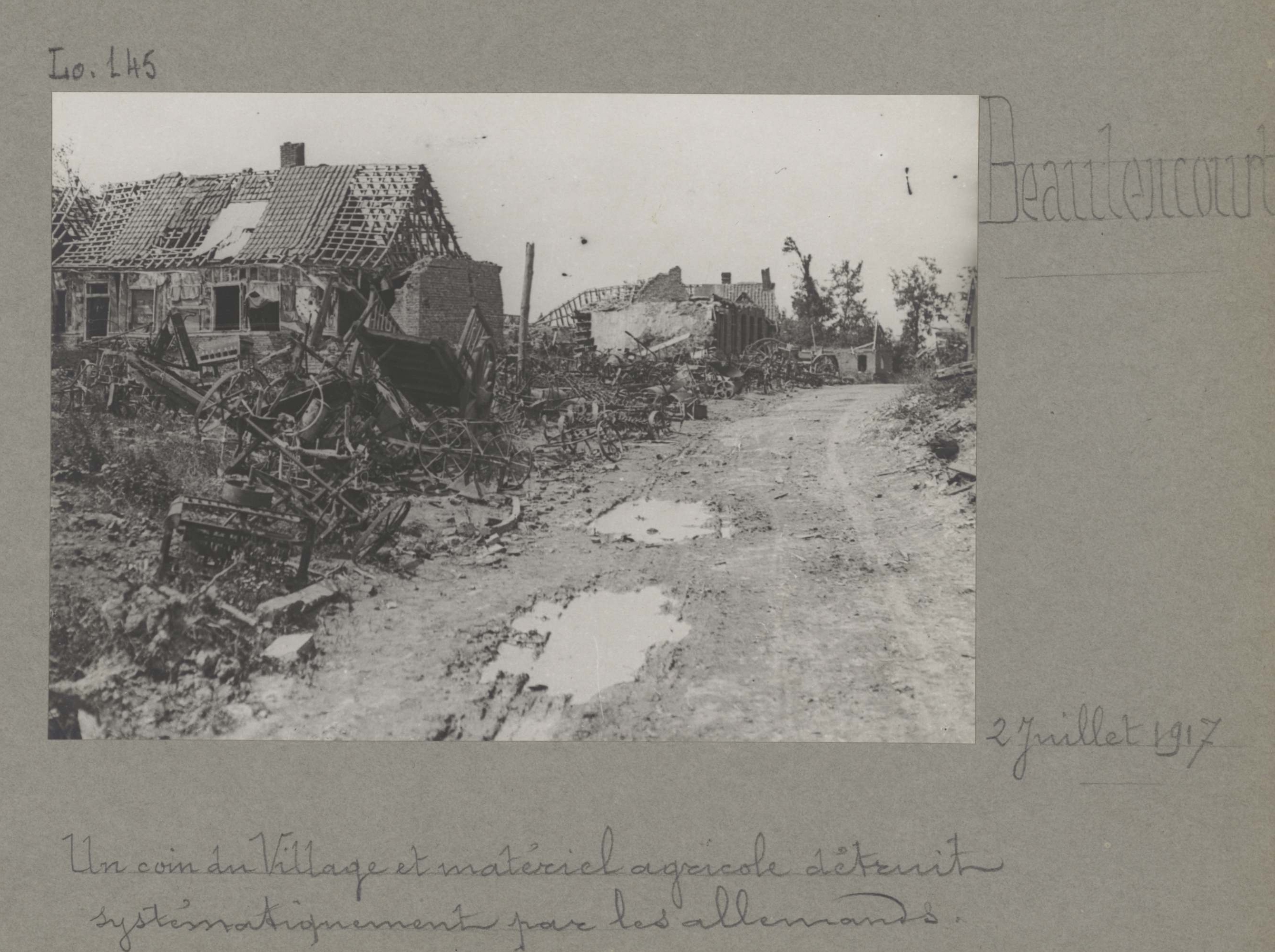
Photo montrant les ruines du village de Beaulencourt en juillet 1917.
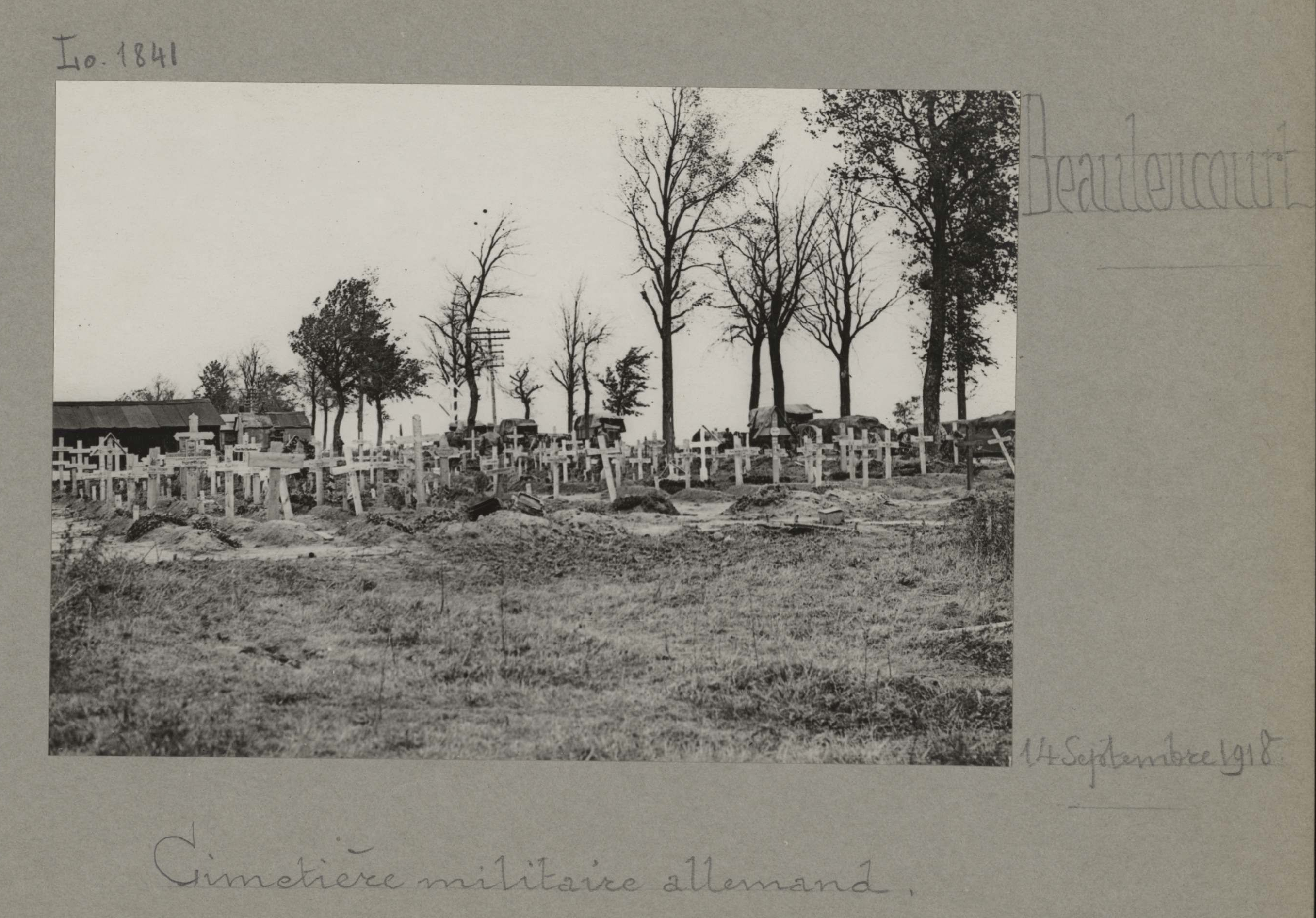
Cimetière provisoire allemand de Beaulencourt en septembre 1917 dont les corps ont été transportés dans le cimetière de Sapignies après l'armistice.

Aux mains des Allemands depuis le début de la guerre, le secteur a été conquis en septembre - octobre 1918 lors de l'offensive des Cent-Jours par les troupes britanniques. Ce cimetière a été créé par les 3e, 4e, 43e et 58e postes d'évacuation des blessés, qui ont été postés à Beaulencourt à différentes périodes après la mi-septembre 1918. Après l'armistice, les corps de soldats inhumés dans les cimetières des environs ont été apportés. Il y a aujourd'hui 736 tombes de soldats, dont 599 Britanniques, 81 Néo-Zélandais, 51 Australiens, 3 Canadiens, 1 Sud-Africain et 1 Indien, parmi lesquels 305 ne sont pas identifiés.

Après la guerre, quelques chinois travaillant pour l'armée, morts probablement de maladie, ont été inhumés ici
,.

## Caractéristiques
Le cimetière a un plan carré de 30 mètres de côté. Il est clos par un muret de moellons sur trois côtés.

## Sépultures
| Pays             | Sépultures |
| ---------------- | ---------- |
| Royaume-Uni      | 599        |
| Australie        | 51         |
| Canada           | 3          |
| Nouvelle-Zélande | 81         |
| Afrique du Sud   | 1          |
| Inde britannique | 1          |
| Total            | 736        |

## Galerie

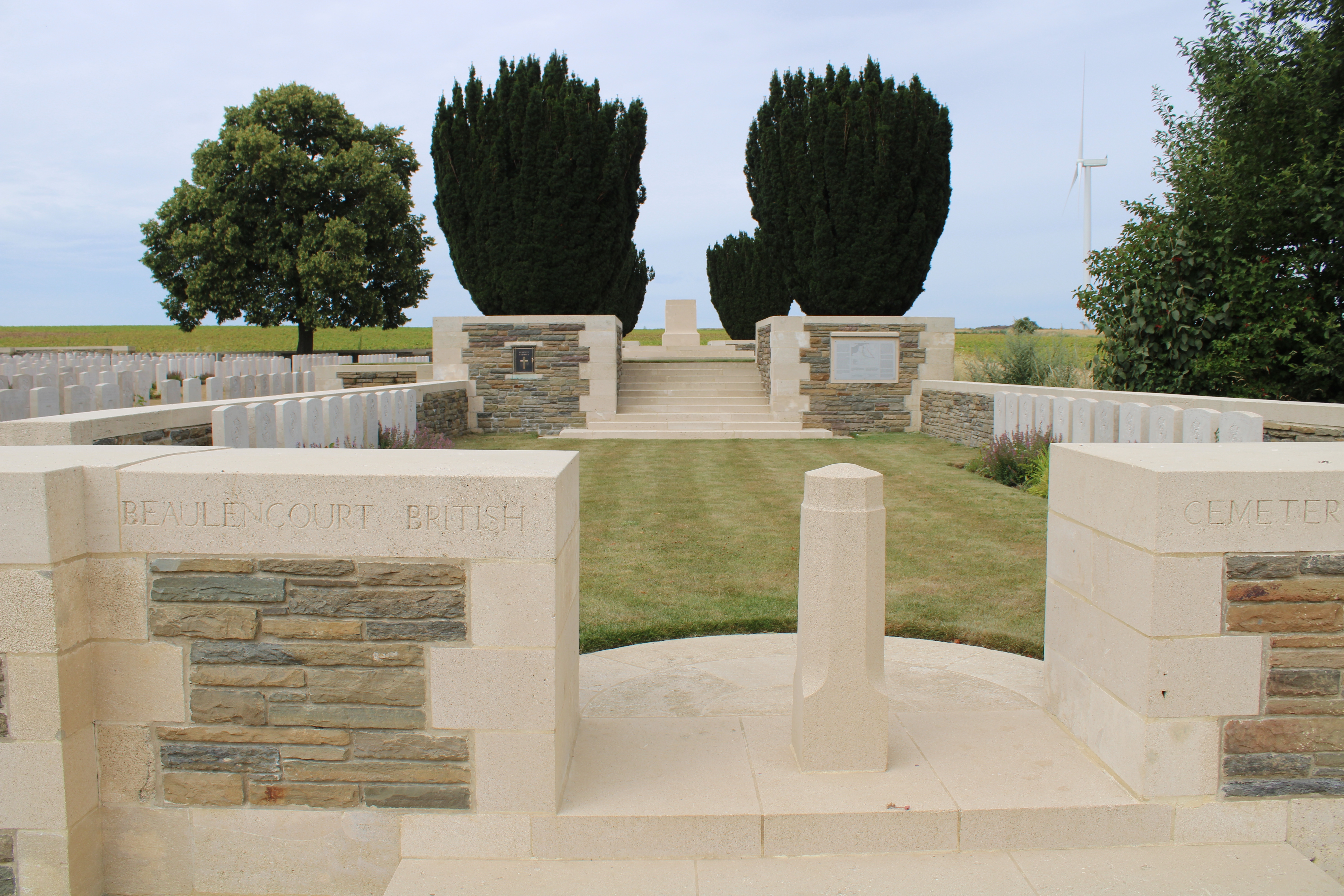
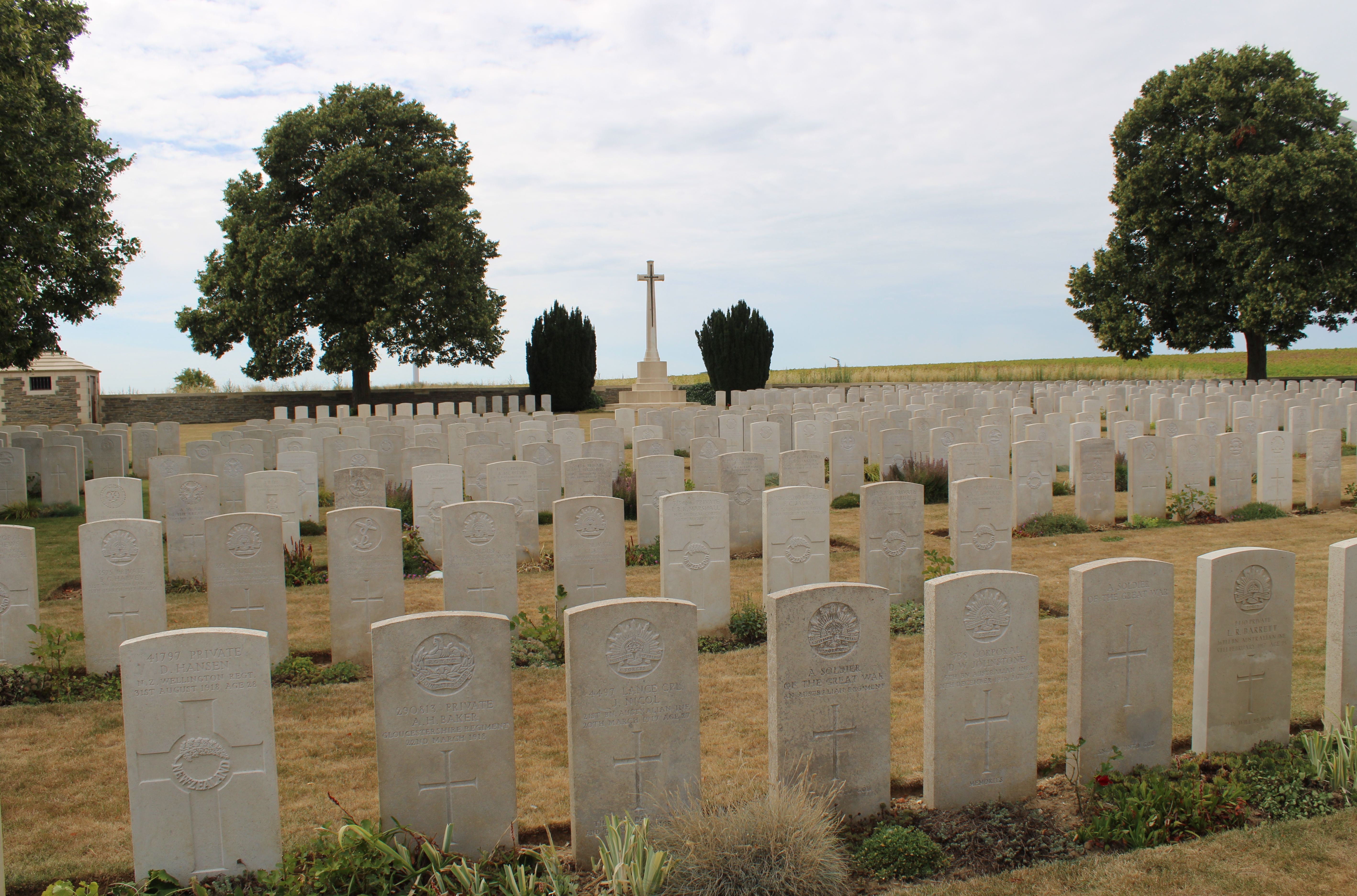
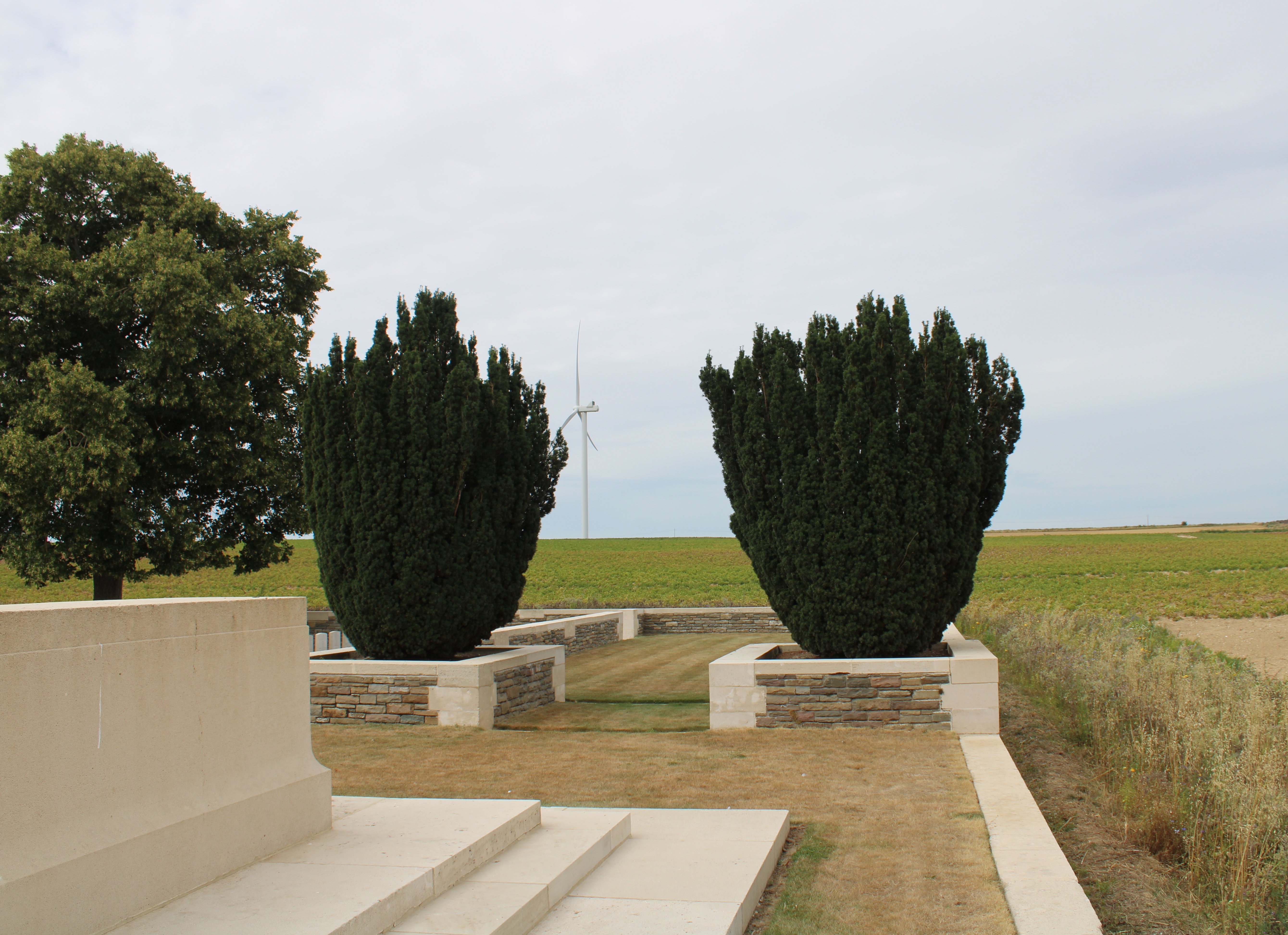
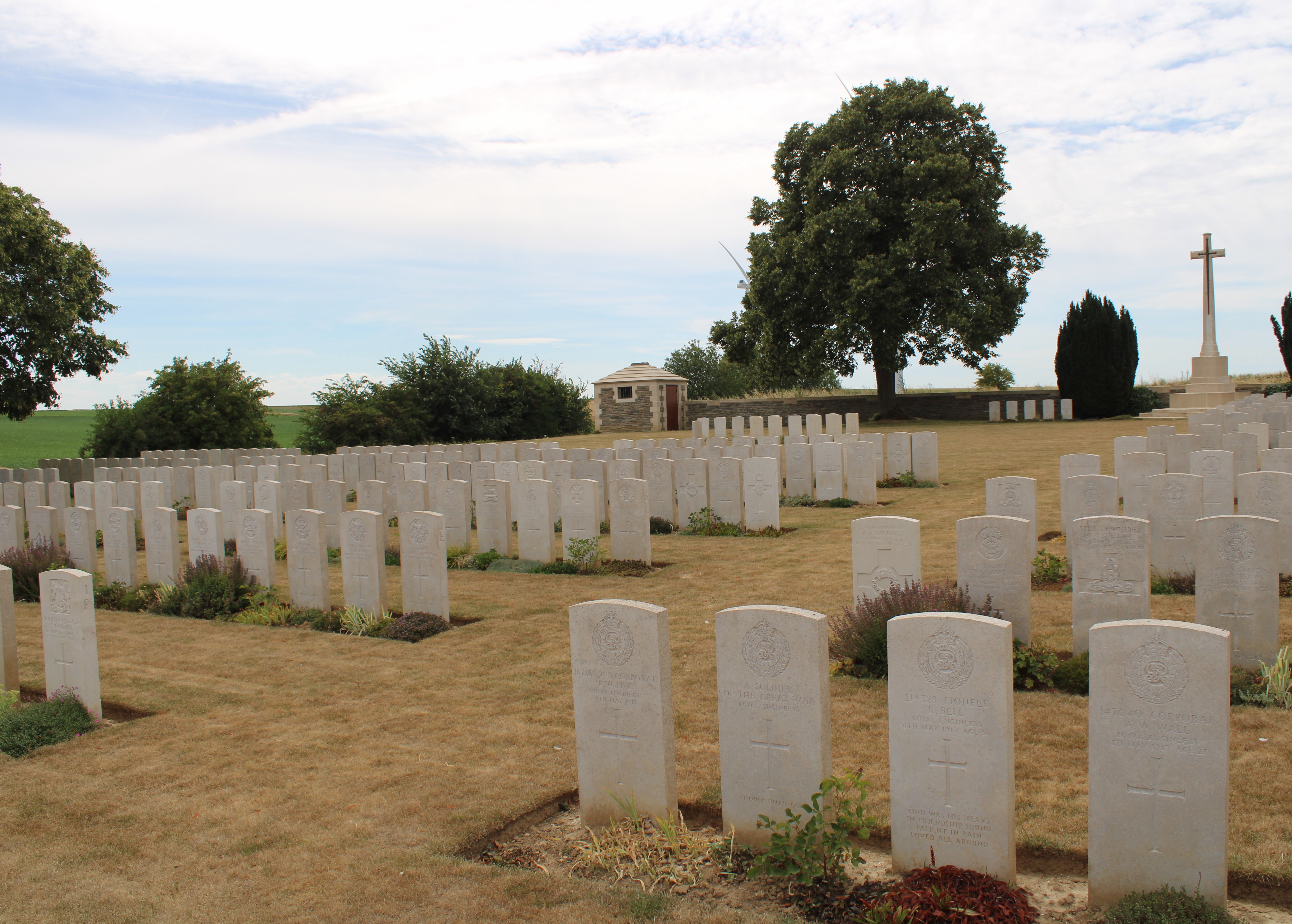
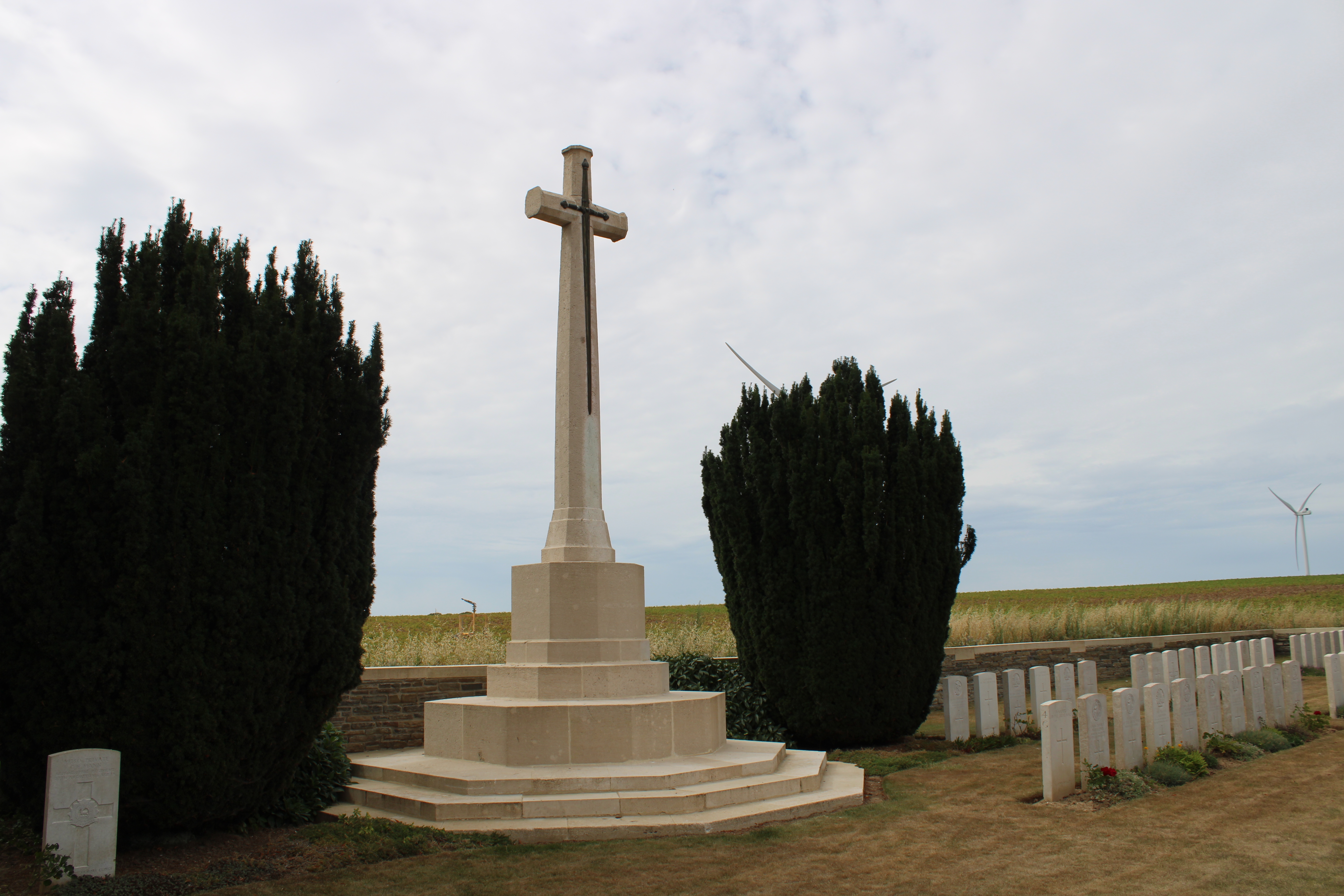
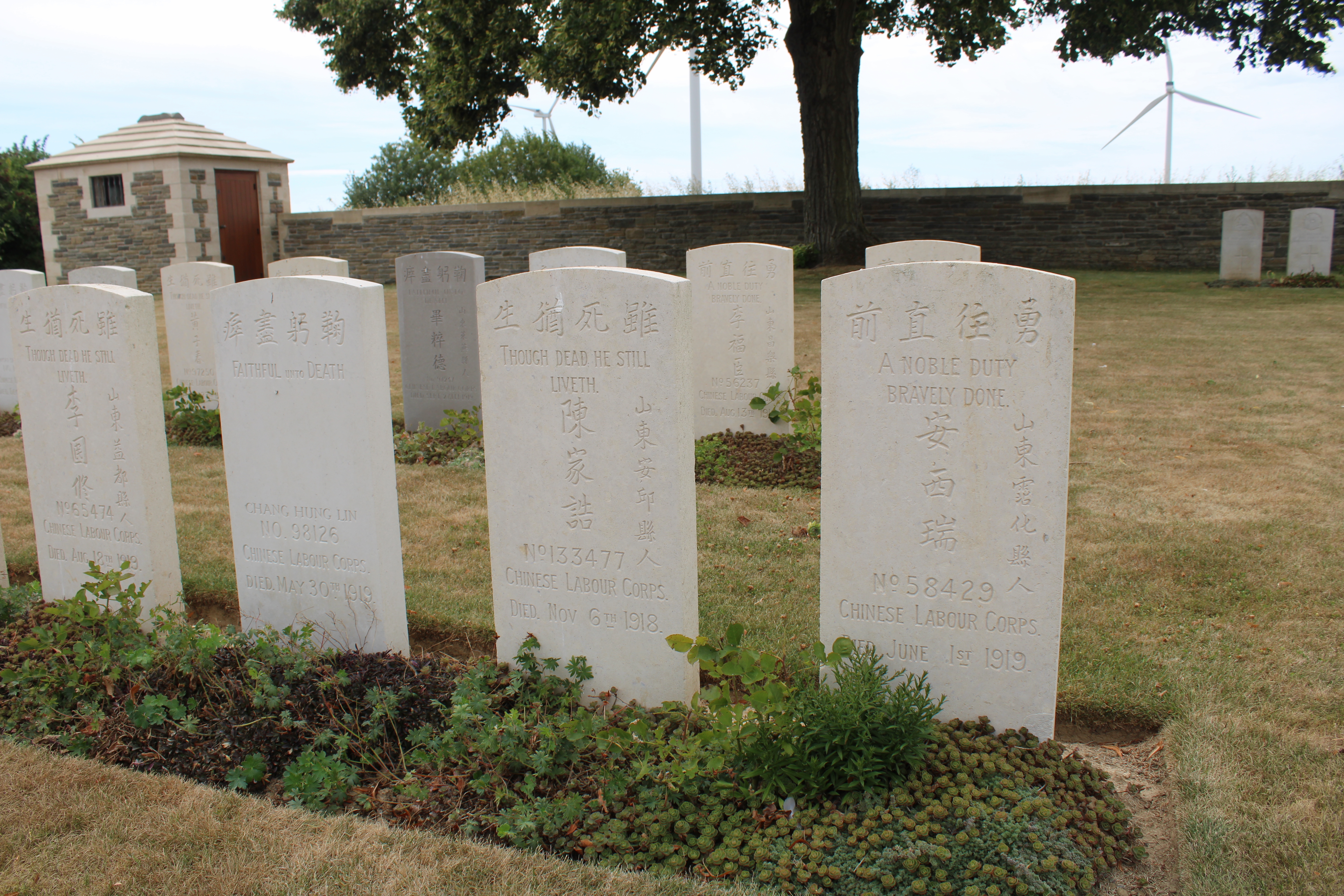
Tombe de travailleurs chinois.

## Pour approfondir